# Ocean (grattacielo)
L'Ocean è un grattacielo di Gold Coast in Australia.

## Storia
I lavori di costruzione dell'edificio, sviluppato da Meriton, vennero iniziati nel 2018 e vennero ultimati nel 2022.

## Descrizione
L'edificio sorge sul lungomare di Surfers Paradise e presenta un'altezza di 252 metri per 75 piani. Il grattacielo, a uso residenziale e alberghiero, è stato progettato per ospitare 262 appartamenti e 446 camere da albergo a cinque stelle.

## Galleria d'immagini

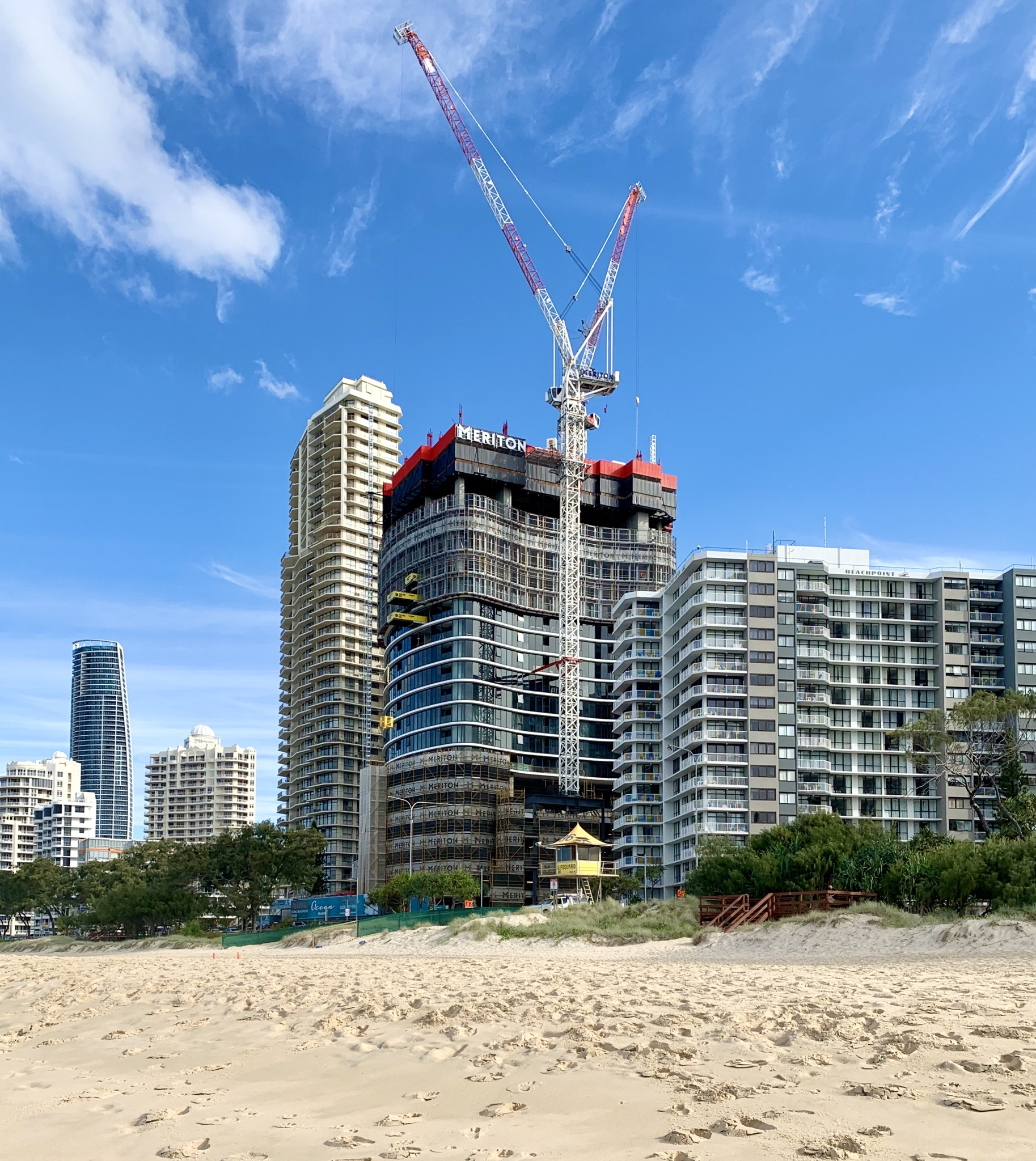
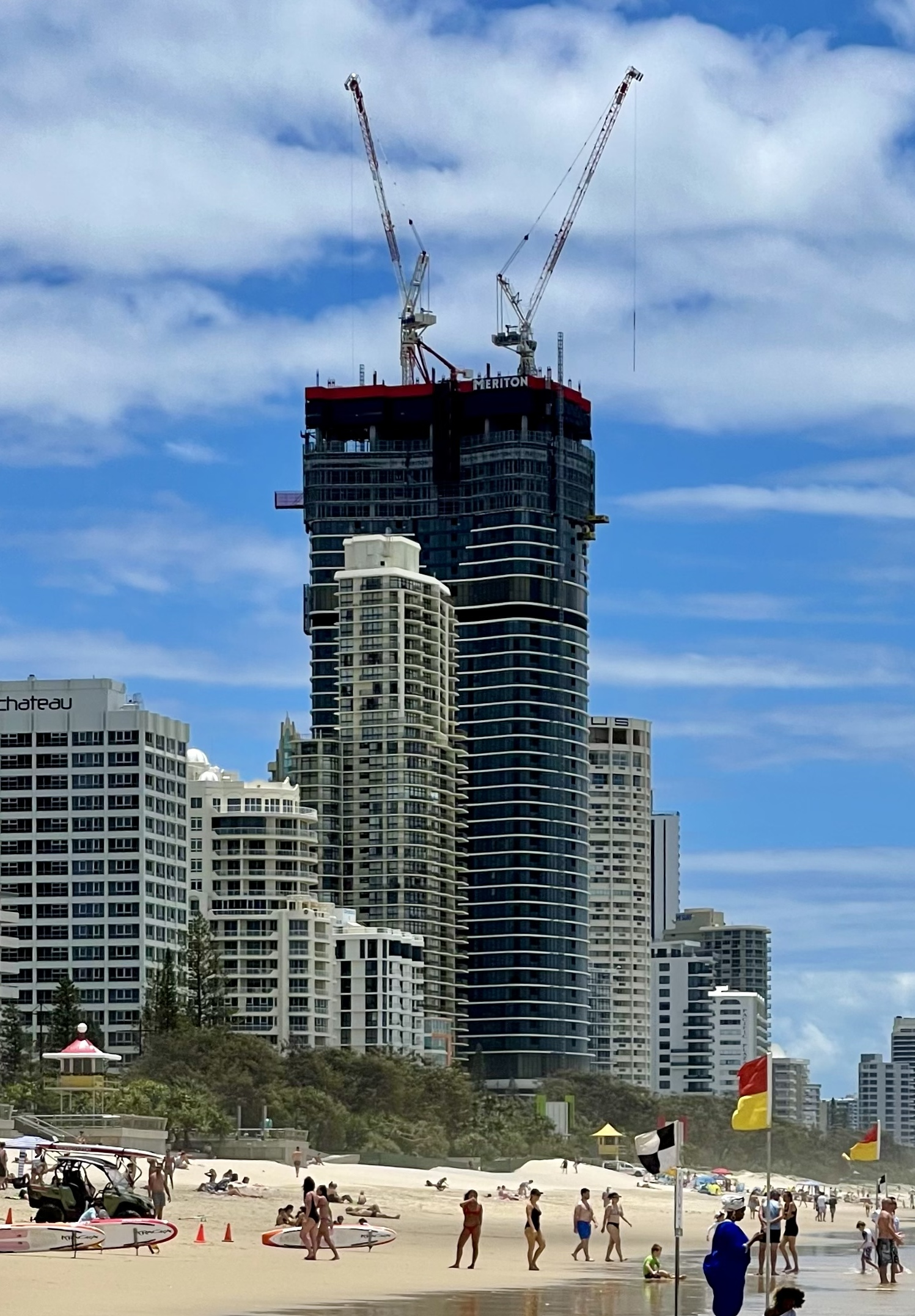
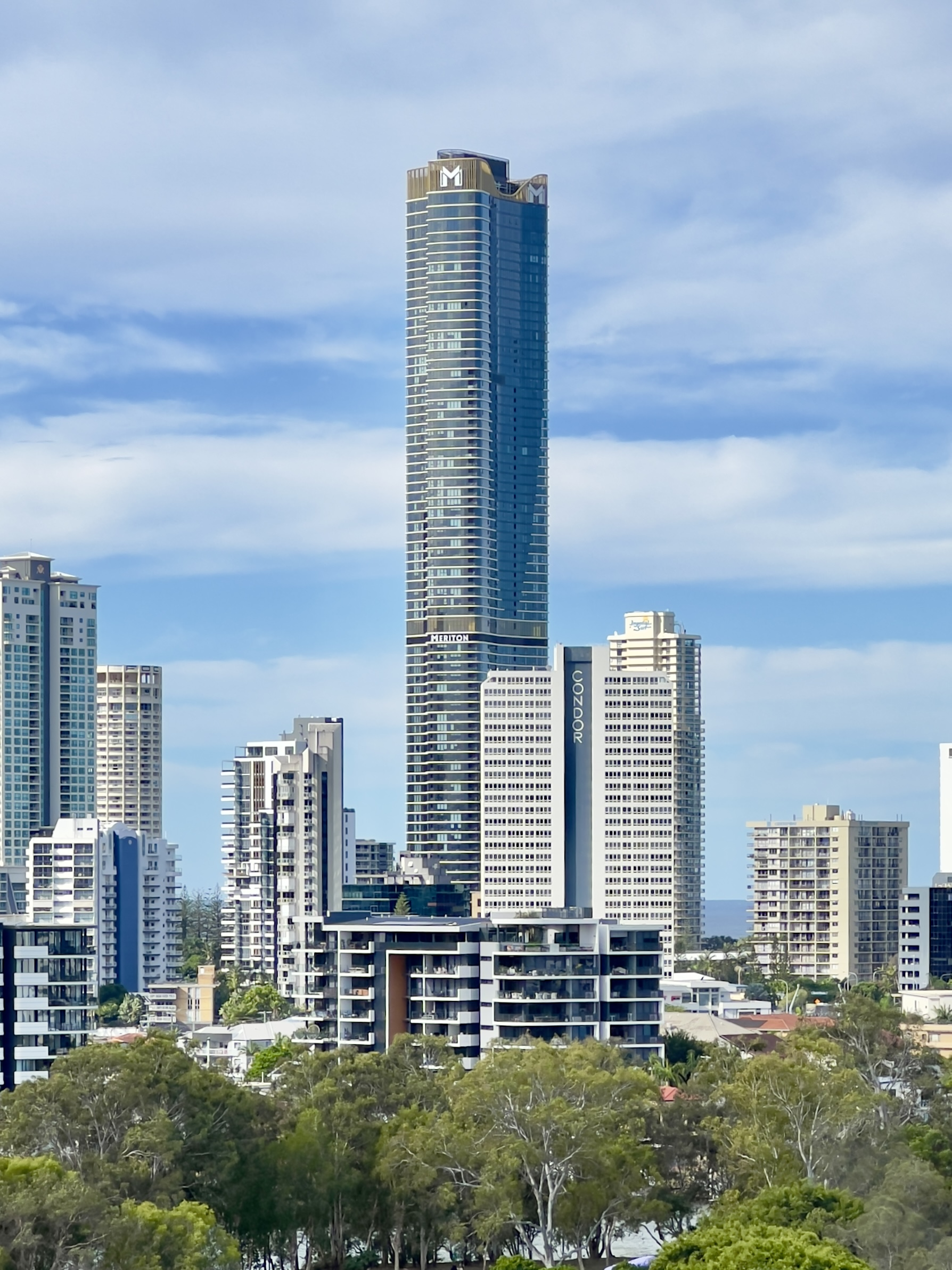